# Lola B07/10

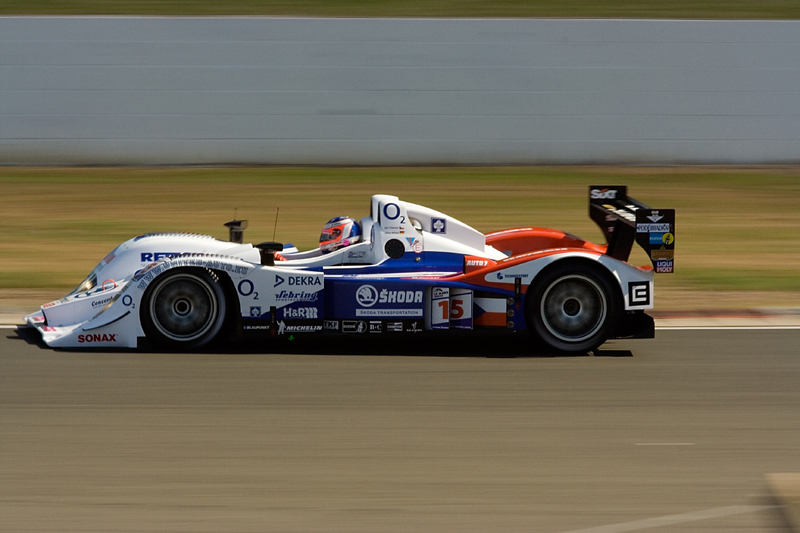
Der Lola B07/10 von Charouz-Racing – am Steuer Stefan Mücke – beim 1000-km-Rennen von Silverstone 2007

Der Lola B07/10 ist ein Le-Mans-Prototyp, der 2007 von Lola Cars für das Schweizer Swiss-Spirit-Team gebaut wurde.

## Entwicklungsgeschichte und Technik
Der Lola B07/10 basierte auf dem Lola B06/10. Im Unterschied zu den B05-Varianten, die für die LMP2-Klasse entwickelt wurden, waren die B06-Fahrzeuge als LMP1-Fahrzeuge ausgelegt. In der Regel hatten diese Rennwagen Motoren von Judd oder AER im Heck. Im B07/10 kam jedoch ein 3,6-Liter-V8-Aggregat von Audi zum Einsatz. Der Einbau des Turbo-Motors kam mit erheblicher Hilfe von Audi Sport zustande.
Ein weiteres B07/10-Chassis wurde vom tschechischen Charouz-Team in der Le Mans Series gefahren. Allerdings hatte dieses Fahrzeug einen 8-Zylinder-Judd-Motor.

## Renngeschichte
Um den Motor aufnehmen zu können, musste das Chassis überarbeitet werden. Das Fahrzeug kam 2007 beim 24-Stunden-Rennen von Le Mans zum Einsatz. Gefahren wurde der Wagen von den drei Schweizern Marcel Fässler, Iradj Alexander und Jean-Denis Delétraz. Nach erheblichen Problemen mit der Elektrik musste der Wagen nach nur 62 gefahrenen Runden abgestellt werden.